# Вергинская звезда
Вергинская звезда (звезда Вергины, Вергинское солнце, также солнце Кутлеша греч. Ήλιος της Βεργίνας, Άστρο της Βεργίνας) — символ, художественное изображение звезды с шестнадцатью лучами. Было обнаружено в 1977 году в ходе археологических раскопок в Эгах (Вергине), в Северной Греции профессором Манолисом Андроникосом. «Звезда» украшала золотые ларнаксы (погребальные урны) двух македонских царей.
Андроникос описал символ расплывчато: как «звезду», «сияние звезды» или «сияние солнца». Сам он считал, что гробница, где была найдена звезда, принадлежит Филиппу II Македонскому, отцу Александра Македонского. Другие историки предположили, что это гробница царя Филиппа III Арридея. Её можно увидеть в археологическом музее Вергины, недалеко от места находки. Другой вариант «звезды», с двенадцатью лучами, был на гробнице Олимпиады, матери Александра Македонского.

## Толкования символа
Символика Вергинской звезды под вопросом. Археологи спорят, являлась ли она символом Македонии, эмблемой династии Аргеадов, религиозным символом, представляющим двенадцать богов Олимпа, или просто украшением. Сам Андроникос постоянно толковал её как «эмблему (царствующей) династии Македонии», хотя Юджин Борза отмечал, что «звезда» часто встречалась в древнемакедонском искусстве.
Джон Пол Адамс обращает внимание на продолжительное использование «звезды» как декоративного элемента в древнегреческом искусстве и утверждает, что нельзя определённо сказать, была ли она «царским» символом  Македонии или «национальным».
Шестнадцати- и восьмилучевые солнца в то время часто появлялись на Македонских и Эллинских монетах и щитах. Есть также несколько изображений Афинских гоплитов, на доспехах которых присутствует аналогичный шестнадцатилучевой символ. Интересно, что до открытия Андроникосом «звезды» на гробнице в 1977, он расценивался просто как украшение. После же открытия он прочно стал ассоциироваться с Древней Македонией, несмотря на более древние источники в греческом искусстве.

## Наследие
После обнаружения Вергинская звезда получила широкое распространение в греческой культура как символ преемственности между Древней Македонией и современной Грецией. Вергинская звезда, изображённая на синем фоне — официальная эмблема трёх областей, префектур и муниципалитетов, расположенных на территории исторической Македонии. Также его используют в качестве символа организации греко-македонской диаспоры, например, Панмакедонийская ассоциация, или даже коммерческие предприятия.
«Звезда» была также принята заграничными организациями славяно-македонской диаспоры, и некоторыми националистическими — в Югославской Социалистической Республики Македонии. После распада Югославии в 1991—92 гг., новоявленная Республика Македония приняла Вергинскую звезду как национальный символ и отобразила её на своём новом флаге, но после протестов Греции и дипломатических демаршей и других стран в 1995 г. был принят новый флаг, без Звезды Вергины.
17 июня 2018 года Греция и Северная Македония подписали Преспанское соглашение, которое предусматривает, что последняя обязуется удалить Вергинскую звезду со всех публичных зданий на своей территории.
В начале июля 2019 года, на заседании правительства Северной Македонии было объявлено, что полное удаление Вергинских звёзд во всех публичных местах, заведениях и памятниках в стране, будет завершено 12 августа 2019 года, в соответствии с Преспанским соглашением.